# Abborrtjärnen (Grangärde socken, Dalarna, 669505-145840)
Abborrtjärnen är en sjö i Ludvika kommun i Dalarna och ingår i Norrströms huvudavrinningsområde.